# Ranolazina
A ranolazina, vendida sob a marca Ranexa, entre outras, é um medicamento usado para tratar dores no peito relacionadas ao coração. Normalmente é usada em conjunto com outros medicamentos quando estes são insuficientes. Os benefícios parecem menores em mulheres do que em homens. É tomado por via oral.
Os efeitos colaterais comuns incluem constipação, dor de cabeça, náuseas e tontura. Efeitos colaterais graves podem incluir prolongamento do intervalo QT. O uso não é recomendado em pessoas com cirrose hepática. Apesar de ainda não ser claro, pode envolver trifosfato de adenosina.
A ranolazina foi aprovada para uso médico nos Estados Unidos em 2006. O suprimento de um mês no Reino Unido custa ao NHS cerca de 50 libras em 2020. Nos Estados Unidos, o custo por atacado dessa quantidade é de cerca de 343 dólares. Em 2017, foi o 273.º medicamento mais prescrito nos Estados Unidos, com mais de um milhão de prescrições.